# Ramotowski
Ramotowski – polskie nazwisko.

## Historia
Historia nazwiska Ramotowski związana jest z osadnictwem z pierwszej połowy XV wieku prowadzonym przez Księcia Mazowieckiego Janusza I na terenach zwanych ziemią wiską, położonych między rzekami Narew, Biebrza i Pisa i rozpoczyna się w 1421 roku, kiedy to Janusz I nadał 30 włók ziemi (około 500 hektarów) braciom Ramotowi i Grzymisławowi z Siemiątkowa (ziemia płocka). Ramot założył wieś Ramoty co dało początek rodzinie Ramotowskich, zaś Grzymisław wieś Grzymki od nazwy której wzięła swój początek rodzina Grzymkowskich.
Bracia Grzymisław i Ramot pieczętowali się herbem Rawicz.
Ramot zmarł przed 1435 rokiem i wieś stała się własnością jego synów – Piotra i Krajęty.
Z nieznanych bliżej powodów Ramotowscy, prawdopodobnie potomkowie Piotra i Krajęty zaczęli pieczętować się herbem Drogomir lub też Drogomir-odmiana, zaś Grzymkowscy zaczęli używać herbu Grzymała. Była to szlachta, najczęściej zaściankowa, zasiedlająca wiele okolicznych wsi.
Dokumenty Archiwum Skarbu Koronnego z lat 1662–1674 odnotowują zamieszkanie i opłacenie podatków przez następujących Ramotowskich
Rok 1662
- Święczenino parafia Burzyn

Łukasz Ramotowski z żonę i bratem
- Ramoty parafia Romany

Albert Ramotowski
Stefan Ramotowski
Mateusz Ramotowski
Mikołaj Ramotowski
Albet Ramotowski
Rok 1673
- Święczenino parafia Burzyn

Grzegorz Ramotowski
Józef Ramotowski
- Ramoty parafia Romany

Ignacy Ramotowski
Albert Ramotowski
Albert Ramotowski
Szczepan Ramotowski
Mikołaj Ramotowski
- Kumelsko parafia Lachowo

Jan Ramotowski syn komornika kolneńskiego (Adama) z żoną
Rok 1674
- Bagienice

Adam Ramotowski z żoną
- Ramoty parafia Romany

Ignacy Ramotowski z żoną
Wojciech Ramotowski z żoną
Stefan Ramotowski
Mikołaj Ramotowski
Spis pogłównego z 1676 roku odnotował następujących Ramotowskich
Adam Ramotowski Bagienice Klimki parafia Romany
Augustyn Ramotowski Święcienino parafia Radziłów
Grzegorz Ramotowski Święcienino parafia Radziłów
Jan Ramotowski Kumelsko Chochołowo parafia Lachowo
Łukasz Ramotowski Żelazki parafia Romany
Mateusz Ramotowski Mścichy parafia Radziłów
„Regestr Diecezjów” Franciszka Czaykowskiego podaje iż na przełomie 1783-1784 roku Ramotowscy (pisani przeważnie jako Romatowscy) zasiedlali następujące zaścianki Ziemi Wiskiej:
- Cedry
- Chyliny Wity
- Golanki
- Grądy Szlacheckie – obecnie Grądy Wielkie
- Grzymki
- Kuczyny
- Mścichy
- Obrytki
- Olszewko
- Orlikowo
- Pluty
- Ramoty
- Skroda
- Świdry Podleśne
- Żelazki.

Nazwisko, poprzez błędne zapisy w księgach parafialnych przyjmowało wiele innych form jak:
- Ramatowski,
- Ramontowski,
- Ramutowski,
- Romantowski,
- Romatowski (należy pamiętać, że istniała odrębna rodzina Romatowskich herbu Drogomir z Romatkowa – wsi między Płockiem a Ciechanowem),
- Romontowski,
- Romotowski,
- Rumatowski.

W latach 1836–1862, podczas przeprowadzonego przez Heraldię Królestwa Polskiego spisu szlachty, szlachectwem wylegitymowali się następujący przedstawiciele rodziny Ramotowskich:
- Antoni Ramotowski
- Feliks Ramotowski
- Franciszek Jan Ramotowski
- Franciszek Mikołaj Ramotowski
- Józef Ramotowski
- Kazimierz Ramotowski
- Mateusz Ramotowski
- Ksawery Ramotowski
- Tomasz Ramotowski
- Wiktor Ramotowski
- Aleksander Romotowski
- Edward Romotowski
- Ignacy Romotowski
- Piotr Romotowski

W Spisie szlachty dla celów wojskowych z terenu powiatu Łomża z roku 1866 znaleźli się następujący przedstawiciele Ramotowskich:
- Ramotowski Andrzej syn Feliksa i Franciszki urodzony 21.11.1841 w Orlikowie
- Ramotowski Andrzej syn Jana i Jozefaty urodzony 05.01.1837 w Grzymkach
- Ramotowski Antoni syn Jana i Ewy urodzony 13.04.1838 w Barwikach
- Ramotowski Apolinary syn Karola i Franciszki urodzony 03.04.1838 w Grądach
- Ramotowski Franciszek syn Macieja i Marianny urodzony 07.09.1840 w Mieczkach
- Ramotowski Jakub syn Franciszka i Agnieszki urodzony 18.07.1832 w Męczkach
- Ramotowski Jan Maciej syn Felicjana i Katarzyny urodzony 18.02.1834 w Pieńku Borowym
- Ramotowski Jan syn Anny urodzony 21.06.1835 w Plutach
- Ramotowski Jan syn Wawrzyńca i Agnieszki urodzony 16.08.1835 w Męczkach
- Ramotowski Julian syn Macieja i Marianny urodzony 15.02.1835 w Mieczkach
- Ramotowski Józef syn Antoniego i Antoniny urodzony 16.08.1841 w Grądach Małych
- Ramotowski Józef syn Jana i Jozefaty urodzony 03.11.1841 w Grzymkach
- Ramotowski Kleofas syn Jakuba i Marianny urodzony 06.03.1833 w Grądach Wielkich
- Ramotowski Ludwik syn Macieja i Marianny urodzony 23.08.1840 w Mieczkach Czarnych
- Ramotowski Ludwik syn Wawrzyńca i Agnieszki urodzony 04.11.1837 w Męczkach
- Ramotowski Szymon syn Aleksandra i Marianny urodzony 08.11.1840 w Grzymkach
- Ramotowski Walenty syn Jana i Ewy urodzony 12.02.1837 w Barwikach
- Ramotowski Walenty syn Jakuba i Marianny urodzony 12.01.1840 w Grądach Wielkich
- Ramotowski Wiktor syn Antoniego i Franciszki urodzony 13.06.1833 w Grądach
- Ramotowski Wiktor syn Jana i Józefy urodzony 16.05.1834 w Grzymkach

## Współcześnie
Obecnie mieszka w Polsce około 1800 osób noszących wszystkie odmiany tego nazwiska, w tym około 1200 Ramotowskich.

## Znani
W historii zapisali się między innymi:
- Ramot z Siemiątkowa (1400 – ?)
- Laurenty z Ramot wziął udział w wyprawie wołoskiej króla Jana Olbrachta w 1497 roku
- Adam Ramotowski (1585 – ?) – dziedzic wsi Kisielnica i Murawy.
- Adam Ramotowski (1640 – ?) – komornik kolneński, elektor z ziemi łomżyńskiej odnotowany w 1669 roku.
- Mikołaj Ramotowski (1640 – ?) dziedzic wsi Kieljany.
- Antoni Ramotowski (1665 – ?) i Karol Ramotowski (1665 – ?) podpisali w roku 1697 elekcję ziem wiskiej i łomżyńskiej.
- Karol Ramotowski (1680 – ?) w 1725 roku dziedzic wsi Kumelsko (obecnie Kumelsk).
- Adam Ramotowski (1700 – ?) w 1734 roku dziedzic wsi Ramoty.
- Józef Konstanty Ramotowski (1812–1888) – żołnierz powstania listopadowego kawaler Virtuti Militari, emigrant we Francji i pułkownik z okresu powstania styczniowego o pseudonimie „Wawer”.
- Léopold Thadée Ramotowski (1841–1921) – generał brygady armii francuskiej i kawaler Legii Honorowej.
- Ramotowski Piotr (1892) ps. „Muchowiecki” działacz niepodległościowy w okresie poprzedzającym I wojnę światową.
- Ramotowski Henryk (1896) ps. „Sławko” działacz niepodległościowy w okresie poprzedzającym I wojnę światową.
- Ramotowski Bronisław (1904–1941) Żołnierz brygad międzynarodowych w czasie wojny domowej w Hiszpanii w 1936 roku. Po upadku republiki wraca do Polski i staje się jedną z pierwszych ofiar wkroczenia Niemców na teren woj. białostockiego w czerwcu 1941 roku. Pochowany w zbiorowej mogile w Lesie Przestrzelskim niedaleko Jedwabnego.
- Ramotowski Julian (1907) działacz niepodległościowy w okresie poprzedzającym I wojnę światową.
- Józef Ramotowski (1909–2001) „Kruk”, „Skrzetuski”, „Rawicz”. Porucznik AK i WiN zastępca dowódcy Obwodu Łomżyńskiego WiN.
- Józef Romatowski (1916–1985) Żołnierz 86 P.P.Legionów. Od 13 sierpnia 1939 wszedł w skład załogi Westerplatte.Ranny w czasie walk.Jeniec stalagów I A, Rastenburg i Schleswig-Holstein. Odznaczony Krzyżem Virtuti Militari.
- Franciszka Ramotowska (1922–2003) ps. „Iskra” żołnierz AK. – W styczniu 1945 roku została aresztowana przez NKWD. Ranna w czasie próby ucieczki została odbita ze szpitala przez majora „Bruzdę”. Profesor nauk humanistycznych.
- Witold Ramotowski 1926 Profesor nauk medycznych. Chirurg ortopeda. Autor wielu opracowań z dziedziny medycyny.
- Stanisław Ramotowski 1944 Wieloletni starosta olecki
- Janusz Ramotowski 1950 ps. „Przem” Członek NSZZ „Solidarność”. Członek Grup Oporu „Solidarni”
- Edward J. Ramotowski Dyplomata amerykański
- Konrad Ramotowski 1984 Muzyk, kompozytor i instrumentalista.
- Walter Ramotowski (1960) Członek NSZZ „Solidarność”, Dyplomata amerykański, Pracownik państwowy

## Materiały źródłowe
- Akta metrykalne parafii Romany, Przytuły, Jedwabne, Grabowo, Rutki – Archiwum Państwowe w Łomży.
- Akta metrykalne parafii Désertines – Francja
- Akta Archiwum Departamentalego Laval – Francja
- Akta Archiwum Narodowego Paryż – Francja
- Katalog Kart Centralnego Archiwum Wojskowego – Warszawa
- Akta Instytutu Pamięci Narodowej – Białystok, Warszawa
- Archiwum Skarbu Koronnego I/8 Archiwum Akt Dawnych Warszawa
- Katalog Szlachty http://katalogszlachty.com/
- Strona internetowa US. Department of State http://2001-2009.state.gov/r/pa/pl/ngo/33215.htm
- Katalog Szlachty http://katalogszlachty.com/